# 성산대교
성산대교(城山大橋)는 서울특별시의 한강에 위치한 다리다. 마포구 망원동과 영등포구 양평동을 잇는 다리로 길이는 1,410m이다. 1977년 4월에 착공해 1980년 6월 30일에 개통되었다. 한강에서 12번째로 건설되었다. 성산로 도로가 건설될 때 같이 건설되었으며 성수대교와 같은 트러스교형태로 건설되었는데 양 옆 외측에 반달형 구조를 넣어 다른 다리에서는 볼 수 없는 특이한 조형미가 갖춰져 있다. 국도 제1호선 및 국도 제48호선의 일부이며 서부간선도로를 거쳐 서해안고속도로로 이어진다. 이 다리의 개통으로 기존 양화대교를 이용하는 차량의 교통량 분산 효과 및 도심과 김포국제공항 간 이동 거리를 줄이는데 큰 역할을 하였다.

한강 다리 중 한강대교, 강동대교, 김포대교 등과 함께 통행량이 많은 교량 중 하나이다. 성산대교 남단에서 직결되는 서부간선도로는 상시 정체로 몸살을 앓고 있고, 이 정체가 그대로 성산대교로 전염되기 때문이다. 